# بيغي كارترايت
بيغي كارترايت هي ممثلة كندية، ولدت في 14 نوفمبر 1912 بفانكوفر في كندا، وتوفيت في 12 يونيو 2001 بفيكتوريا في كندا.

## أعمال

### أفلام
- (1915) ولادة أمة

## وصلات خارجية
- بيغي كارترايت على موقع IMDb (الإنجليزية)
- بيغي كارترايت على موقع أول موفي (الإنجليزية)
- بيغي كارترايت على موقع قاعدة بيانات الأفلام السويدية (السويدية)
- بيغي كارترايت على موقع قاعدة بيانات الفيلم (الإنجليزية)